# Садизам
Садизам је осећање задовољства услед изазивања или задавања бола другима. Као сексуална девијација, садизам је уживање при понижавању, кажњавању и окрутности свих врста над неком особом, као и нагон да се на овај начин дође до задовољства. У савременом тумачењу, садизам има шире значење и односи се на опште, а не искључиво на сексуално задовољство. Према Фрому, садизам је, уз деструктивност и некрофилију, један од облика малигне агресивности, сексуалност није у првом плану, већ је то страст за апсолутном и неограниченом влашћу над другом особом.